# Kotor
Kotor (tiếng Montenegro: Котор / Kotor, phát âm là [kɔ̌tɔr],tiếng Ý: Cattaro) là một thị trấn ven biển ở Montenegro. Nó nằm trong một phần tách biệt của vịnh Kotor. Thị trấn có dân số 13.510 người và là trung tâm hành chính của Đô thị Kotor.
Cảng Địa Trung Hải của Kotor được bao quanh bởi công sự ấn tượng được xây dựng trong thời Cộng hòa Venezia và ảnh hưởng Venezia vẫn còn chiếm ưu thế trong kiến trúc của nó. Nó nằm bên bờ Vịnh Kotor, một vịnh nhỏ của biển Adriatic, đôi khi được gọi là vịnh hẹp cực nam châu Âu, nhưng thực chất nó là một cửa cắt khía, một hẻm núi sông ngập nước. Cùng với gần vách núi đá vôi nhô ra gần đó là Orjen và Lovćen, Kotor và khu vực xung quanh tạo thành cảnh quan ấn tượng, đẹp như tranh vẽ.
Kể từ năm 2000, Kotor đã chứng kiến sự tăng trưởng khách du lịch tới đây, nhiều người trong số họ đến bằng tàu du lịch. Du khách được thu hút bởi vẻ đẹp tự nhiên của vịnh và cả cảnh quan văn hóa, kiến trúc, lịch sử của thị trấn cổ Kotor. Kotor là một phần của di sản thế giới được UNESCO công nhận từ năm 1979 với tên gọi Vùng Tự nhiên và Văn hóa-Lịch sử của Kotor. Ngoài ra, Thành lũy của Kotor cũng được UNESCO công nhận là Di sản thế giới vào năm 2017 như là một phần của Công trình phòng thủ Venetian giữa thế kỷ 15 và 17: Stato da Terra – Tây Stato da Mar.